# Billancourt (Somma)
Billancourt – miejscowość i gmina we Francji, w regionie Hauts-de-France, w departamencie Somma.
Według danych na rok 1990 gminę zamieszkiwało 161 osób, a gęstość zaludnienia wynosiła 33 osoby/km² (wśród 2293 gmin Pikardii Billancourt plasuje się na 836. miejscu pod względem liczby ludności, natomiast pod względem powierzchni na miejscu 886.).